# Haná (řeka)
Haná je malá řeka na střední Moravě protékající pomezím Jihomoravského, Olomouckého a Zlínského kraje. Včetně zdrojnice Velké Hané je dlouhá 57 km, což z ní činí nejdelší pravý přítok řeky Moravy nad soutokem s Dyjí. Nazývá se podle ní moravský kulturní region Haná, jehož rozloha dalece přesahuje povodí řeky Hané.

## Původ názvu
Název řeky Hané byl v minulosti bez jakýchkoliv jazykových dokladů odvozován od přídavného jména hajná, tedy řeka protékající háji. Germanista a literární vědec Ernst Schwarz ještě ve 30. letech 20. století odvozoval označení řeky od slovanských slov "ganu" či "goniti" (hon a honiti), ovšem nevylučoval již předslovanský původ tohoto hydronyma. V roce 1961 již Schwarz odvozoval název řeky od germánského výrazu gana ve významu bohatý, hojný. Václav Polák v roce 1942 spojoval označení Hané s předindoevropským slovem gana, kterému přikládal význam řečiště či bystřina a poukazoval na keltský původ tohoto slova. Předslovanský původ výrazu Haná pak připouštěl i jazykovědec Vladimír Šmilauer. Etymologie tohoto slova tak dosud není přesvědčivě uzavřena.

## Průběh toku
Zdrojnicemi Hané jsou říčky Malá Haná a Velká Haná, které pramení na Drahanské vrchovině. Jejich soutokem v obci Dědice (část Vyškova) vzniká tok nazvaný Haná. Teče zhruba východním směrem v rozšiřujícím se údolí a posléze v rovině. Do řeky Moravy se vlévá zprava na území vesnice Postoupky na severozápadním okraji Kroměříže. 

### Přítoky
- zleva – Marchanice, Pustiměřský potok, Brodečka, Žlebůvka, Hraniční potok, Tvorovický potok, Rybniční potok
- zprava – Roštěnický potok, Topolanský potok, Lukový potok, Pruský potok, Medlovický potok, Rumza, Švábenický potok, Tištinka, Mořický potok, Pavlůvka, Hlavnice, Vlčidolka

### Sídla na toku
Dědice, Vyškov (město), Křečkovice, Topolany, Hoštice-Heroltice, Ivanovice na Hané, Chvalkovice na Hané, Dřevnovice, Nezamyslice, Mořice, Němčice nad Hanou, Vrchoslavice, Měrovice nad Hanou, Křenovice, Kojetín (okrajově), Bezměrov

## Vodní režim
Hlásný profil:
| místo  | říční km | plocha povodí | průměrný průtok (Qa) | stoletá voda (Q100) |
| ------ | -------- | ------------- | -------------------- | ------------------- |
| Vyškov | 32,40    | 104,68 km²    | 0,44 m³/s            | 40,0 m³/s           |

## Mlýny
- Fricův mlýn – Dědice, Vyškov